# 서후초등학교
서후초등학교는 대한민국 경상북도 안동시 서후면 성곡리에 있는 공립 초등학교다.

## 학교 연혁
- 1933년 5월 5일 서후공립보통학교(4년제) 개교(의성김씨 종택, 설립인가 4월 5일)
- 1933년 12월 25일 현 위치로 교사 신축 이전
- 1937년 4월 1일 6년제 개편
- 1938년 4월 1일 서후공립심상소학교로 개칭
- 1941년 4월 1일 서후공립국민학교로 개칭
- 1947년 8월 1일 학남국민학교 분리
- 1949년 2월 1일 대흥국민학교 분리
- 1969년 3월 1일 송강국민학교 분리
- 1981년 3월 7일 병설유치원 개원
- 1993년 3월 1일 대흥분교장 편입(3학급), 대흥분교장 병설유치원 개원 (1학급)
- 1996년 3월 1일 서후초등학교로 교명 변경
- 1997년 3월 1일 학남초등학교 폐교, 6학급 편성
- 2016년 2월 19일 제80회 졸업(6,297명)
- 2016년 3월 1일 6학급 편성(본교3학급, 분교장 3학급)
- 2016년 3월 1일 제24대 권혁승 교장 부임
- 2017년 2월 17일 제81회 졸업(6,302명)
- 2017년 3월 2일 입학식(본교 4명, 분교장3명)
- 2017년 9월 1일 제25대 김대재 교장 취임

## 학교 상징
- 교화 - 장미 :  장미과에 속하여 종류는 120여종이나 되고 줄기에 가시가 있고 잎은 타원형이다. 꽃이 매우 예쁘고 아름다우며 사랑과 정열을 상징한다.
- 교목 - 은행나무 : 은행과에 속하여 과일은 핵과이다. 5월에 꽃이 피며 10월에 완숙된다. 우리나라 어디서나 잘 자라며 곧게 자란다.

## 참고 자료
- 서후초등학교 - 한국교육학술정보원 학교알리미